# Хэллер, Дэниел
Дэниел Хэллер (англ. Daniel Haller) — американский режиссёр.
Начал карьеру в 1952 году на телевидении, с 1956 года стал принимать участие в работе над малобюджетными кинофильмами в качестве арт-директора. В 1960—1964 годах сотрудничал с режиссёром Роджером Корманом при создании его знаменитой серии экранизаций рассказов Эдгара Аллана По, в том числе фильма Падение дома Ашеров (1960).
В 1961 Хэллер в качестве продюсера участвовал в создании фильма «Властелин мира» (англ. Master of the World) по мотивам романов Жюля Верна «Робур-Завоеватель» и «Властелин мира», в котором сыграл Винсент Прайс. Первый срежиссированный Хэллером фильм, вышедший в 1965 году, назывался «Умри, монстр, умри!» (англ. Die, Monster, Die!) и был снят по мотивам рассказа Г. Ф. Лавкрафта «Цвет из иных миров». Главную роль в нём сыграл Борис Карлофф. В 1968 Хэллер снял кинофильм о гонщиках «Безумные гонщики» (англ. The Wild Racers), а в 1970 — хоррор «Ужас в Данвиче», экранизацию одноимённого рассказа Лавкрафта.
С 1972 года Хэллер работал только на телевидении. Он был, в частности, режиссёром некоторых серий телесериалов «Коджак» (1974—1976), «Ангелы Чарли» (1976) и «Бак Роджерс в XXV веке» (1979—1981).